# Téry menedékház
A Téry menedékház (szlovákul Téryho chata) egy hegyi turistaszálló a Magas-Tátrában, Szlovákiában.

## Fekvése
A magashegyi menedékház 2015 m-es tengerszint feletti magasságban, a Kis-Tarpataki-völgyben (Malá Studená dolina), a Szepesi-Öt-tó (Päť Spišských plies) közelében található.

## Története

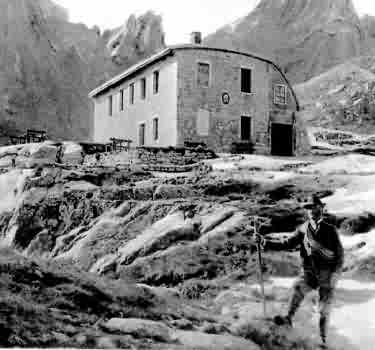
A Téry menedékház 1899-ben

A legmagasabban található egész évben üzemelő turistaház a Magas-Tátrában. A ház 1899-ben épült, kezdetek óta a selmecbányai „szegények orvosának”, Téry Ödönnek a nevét viseli.
A Magyarországi Kárpát Egyesület (MKE) Budapesti Osztályának  1889. május 28-án tartott gyűlésén Téry Ödön javasolta egy menedékház építését, közvetlenül a hegység csúcsainak lábánál, a Szepesi-Öt-tó-katlanában. A haladó szellemű Budapesti Osztály és a konzervatív központ között beállt ellentét elhalasztotta az építkezés kezdetét, míg végül is az újonnan alakult, Magyar Turista Egyesület (MTE) kezdte megvalósítani a tervet, és a MKE-vel történt megegyezés szerint, a Kis-Tarpataki-völgy az ő tevékenységi területük lett.
Az építkezésre 1896-ban még csak 2368 Ft volt együtt. Mikor a rengeteg utána járást igénylő akadályok elhárultak, és a menedékház helyét az építőbizottság, Téry Ödön elnökletével, Petrik Lajos, Pfinn József főmérnök, Majunke Gedeon építész és Felsőerdőfalva mint tulajdonos község képviselői 1898. május 19-én egy hómentes védett helyen kitűzték, az építés megkezdése előtt váratlanul új akadály merült fel. Szontagh Miklós, Újtátrafüred tulajdonosa és a Tarpataki-völgyek vadászati bérlője kifogást emelt a hely ellen, mert ott a katlanban építendő el fogja riasztani a zergéket. Ezért a házat tófal alá kívánta állíttatni. Az elnökség azonban a fontos turistaérdeket nem engedte kicsinyes magánérdek alá rendelni, ragaszkodott az eredeti helyhez, és álláspontját győzelemre is vitte.
A poprádi vasútállomás és az építkezés színhelye között két építőanyag-raktárat létesítettek. A Tarajkán állt egy fabódé, ahová a vasútállomásról szekéren szállították az anyagot. A következő raktár a körülfalazott Tüzelőkő volt, ahová lovakkal szállították a terhet. Az utat helyenként robbantással tették járhatóvá a lovak számára. A lovak, hátukon, 50 kilogrammos teherrel, naponta háromszor fordultak. A felső szakaszon, napszámosok szállították a hátukon a 25 kilogrammos terhet, ami 1 óra 15 percig tartott, és naponta ötször ismételték meg. Egy 25 kilogrammos szállítmányért az építész eleinte 50, később 62 krajcárt fizetett. A teherhordók főleg Felsőerdőfalváról és Nagyszalókról származtak, de volt közöttük néhány cigány a távolabbi községekből, és egy cseh (Hradec Královéból). Az időjárás eleinte kedvező volt, a falak gyorsan emelkedtek, és a bokrétaünnepélyt 1898 augusztusában tartották. Ezután következett Monier-típusú tető elkészítése. A következő évben a befejező munkálatok és a ház berendezése folyt, a munkások a pincehelyiségben voltak elszállásolva.
A menedékházat 1899 augusztusában fejezték be. Ünnepélyes felavatása még ugyanezen hónap 21-én volt, nagyon rossz időjárás közepette. Az avatóünnepélyen 80 személy vett részt, és Téry tiltakozása ellenére jóváhagyták az osztály javaslatát, mely szerint az eddig nem hivatalos Budapesti-ház nevű épületet Téry menedékháznak keresztelték. Ezzel az elnevezéssel az egyesület háláját csak csekély mértékben rótta le érdemes ügyvivő alelnöke iránt, aki a közeli Közép-orom és Fecske-torony (1876, 1877) első megmászója volt, és akinek akadályt nem ismerő vasakarata teremtette meg a házat, olyan helyen, ahol minden talpalatnyi földet a természettől és az emberektől úgy kellett kiharcolni, s amely helyről a Téry-menedékház a ma már feledésbe merült Magyar Turista Egyesület dicsőségét hirdeti.
A menedékház első gondnoka maga az építész, Majunke Gedeon volt, aki két évvel később a tisztséget az első magyar hölgyturistának, Egenhoffer Teréznek adta át. Ő öt évi tevékenysége alatt a házat nagyon lakályossá tette, így a turisták sajnálkozással fogadták távozását. Helyét Csatádi Artúr tátrafüredi gyógyszerész foglalta el, akit Batsch Gusztáv és felesége követett, majd őket Grósz Alfréd késmárki tornatanár váltotta fel.
A Téry menedékház 1979-től három éven át nagyobb átépítésen ment keresztül, minek folytán 197 tonna építési anyagot gyalogosan, 570 tonnát pedig légi úton szállítottak fel a házhoz.
A kályhákat központi fűtés váltotta fel, áramfejlesztőt és WC-t alakítottak ki és még más újításokon is átesett. Az egész átépítést az akkori gondnok és író, az azóta tragikusan elhunyt Belo Kapolka vezette. 1982. október 1-jén adták át újból a turistaforgalomnak.

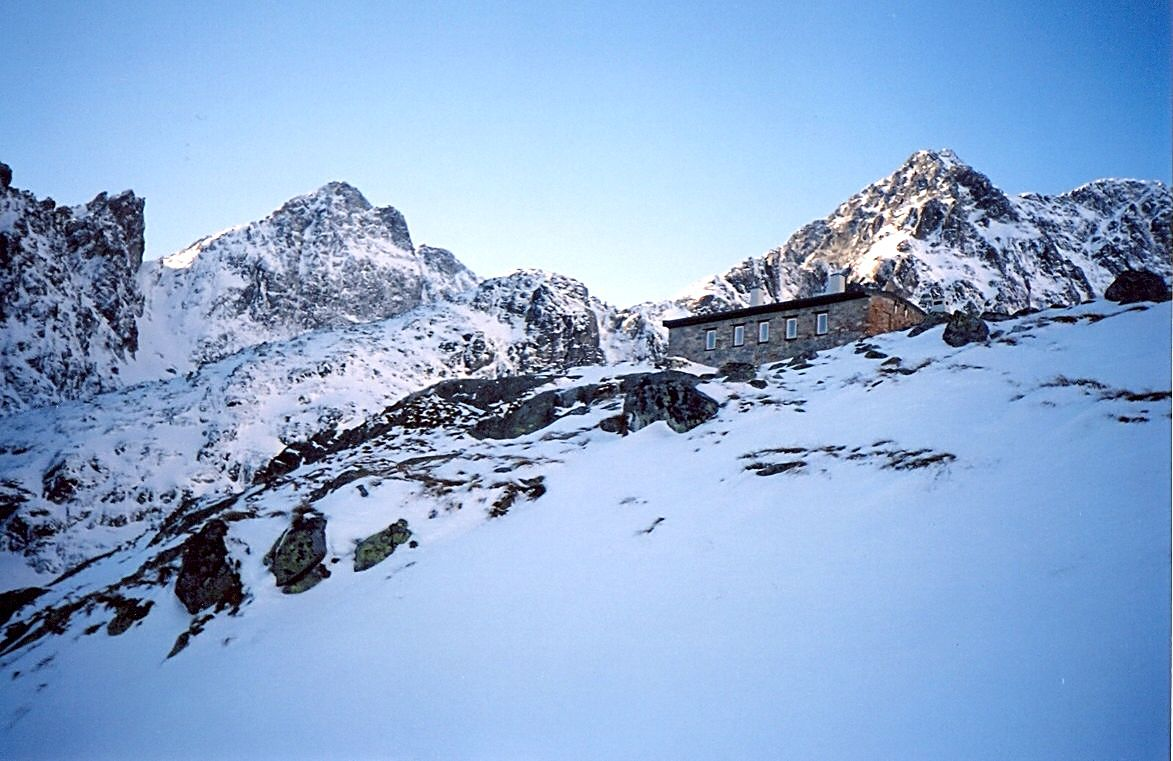
A Téry menedékház

## Szálláshelyek
30 férőhely. Tel.: 00-421-52-442-5245, helyfoglalás: 00-52-969-442-2031. Étterem 40 férőhellyel. Egy étterem csak az ottlakó hegymászóknak. Saját részükre főzhetnek is. Központi fűtés, villany. Egész évben nyitva. Télen az utat a hóból kiálló póznák jelzik. A hegyiszolgálat állomása.
A menedékház gondnoka: 1994-től Ing. Miroslav Jílek, akinek édesapja is öt éven keresztül 1963-ig szintén a ház gondnoka volt.
Cím: P.O.Box č. 6 - 062 01 Starý Smokovec - Vysoké Tatry, Slovensko

## Megközelítése
A Tarajkáról a piros jelzésen elhaladva az Óriás-vízesés mellett, az út felfelé kígyózva eléri a Kis-Tarpataki-völgy első teraszán, a zöld jelzés kezdeténél a Zamkovszky menedékházat (45 p). Tovább a zöld jelzésen a hatalmas tófalig, s ennek bal oldalán a rajta felkígyózó úton a menedékházhoz. A Tarajkáról 2 ó 30 p.

## Túravidéke
A Kis-Tarpataki-völgyet körülzáró csúcsok, a Gánttól a Közép-orom, Vörös-torony, Jég-völgyi-csúcs, Zöld-tavi-csúcs. A Lomnici-csúcs és a közöttük levő csúcsok a Lomnici-gerincig, valamint a Nagy- és Kis-Papirusz-völgy csúcsai.

## Jelzett turistautak
- A Nagy-Tarpataki-völgybe, a Hosszú-tavi menedékházhoz: a Vörös-torony-hágón át, a sárga jelzésen,  2 ó.
- Javorinára: a Kis-nyereg-hágón és a Javorova-völgyön át a zöld jelzésen,  6 ó.
- A Kis-Tarpataki-völgybe, a Zamkovszky menedékházhoz: a zöld jelzésen,  2 ó.